# Croix de Mercœur
La croix de Mercœur  est une croix monumentale située à Saint-Privat-d'Allier, en France.

## Généralités
La croix est située sur le chemin partant du château de Mercœur en direction de Saint-Privat-d'Allier, sur le territoire de la commune de Saint-Privat-d'Allier, dans le département de la Haute-Loire, en région Auvergne-Rhône-Alpes, en France.

## Historique
La croix est datée du XIVe siècle.
La croix est inscrite au titre des monuments historiques par arrêté du 11 juin 1930.

## Description
La croix est monolithe, en pierre volcanique. Le croisillon est de section rectangulaire ou carrée dont les extrémités sont ornées de fleurons en forme de feuilles.
Au niveau iconographique, les sculptures sont inscrites dans des cercles contenant des rosaces quadrilobées. Les sculptures représentent un Christ d'un côté épousant la forme de la rosace et de l'autre côté, un agneau pascal,.